# Trichomycterus trefauti
Trichomycterus trefauti là một loài cá da trơn. Nó là hiện nay chỉ được biết đến từ các lưu vực phía trên của sông São Francisco ở tiểu bang Minas Gerais, Brazil.
Đây là một, cá da trơn hình trụ nhỏ (35–55 mm chiều dài tiêu chuẩn). Các đặc điểm đáng chú ý khác bao gồm đôi mắt nằm xa nhau, râu rất dài.